# Hino de Palmácia
Canção de Amor a Palmácia é o hino do município brasileiro de Palmácia, no estado do Ceará, sendo um dos símbolos desta cidade. Foi oficializado pela lei municipal Nº 094 de 23 de outubro de 1998, sancionada pelo então prefeito João Simplício do Nascimento, lei esta que, além de criar o hino, tornou obrigatório seu uso nas escolas do município. O poema é de autoria de Edson Rebouças Macambira.